# Navadni bljušč
Navadni bljušč (znanstveno ime Dioscorea communis ali Tamus communis) je samonikla vzpenjalka iz družine bljuščevk. Spomladi požene poganjke iz podzemnega gomolja. Na poganjkih se nato razvijejo srčasti stebelni listi, ki so izrazito mrežasto žilnati. Plodovi, ki se razvijejo iz cvetov, so strupeni.
Mlada rastlina ima podobne poganjke kot divji špargelj. Prav tako se poganjki bljušča na podoben način uporabljajo v kulinariki. Njihov okus je bolj grenak.
Razširjen je po vsej Sloveniji, razen v visokih delih gorskega sveta in v Pomurju.

## Opis
Gre za zelnato vzpenjalko, ki zraste 2–4 m v višino. Steblo se ovija v nasprotni smeri urnega kazalca.:102 Spomladi požene poganjke iz podzemnega gomolja. Na poganjkih se nato razvijejo dolgopecljati srčasti stebelni listi, ki so izrazito mrežasto žilnati. Majhni rdeči okrogli plodovi, ki se razvijejo iz cvetov, so strupeni.

## Razširjenost
Navadni bljušč je razširjen po južni in osrednji Evropi, severozahodni Afriki in vzhodni Aziji. Nahaja se na rastiščih od Irske na severu, Kanarskih otokov na zahodu do Irana in Krima na vzhodu.
Razširjen je po vsej Sloveniji, razen v visokih delih gorskega sveta in v Pomurju. Uspeva na primer v sončnih legah ob starih zidovih in na gozdnih obronkih.